# Јан Мајен
Јан Мајен (норв. Jan Mayen) је део Краљевине Норвешке, 373 km² арктичко и вулканско острво делом прекривено глечером. Налази се 600 km северно од Исланда, 500 km источно од Гренланда и 1000 km западно од Норвешке на 71° N 8° W / 71° С; 8° З. Острво је брдовито са највишим врхом Беренберг (2277 m).
Острво нема сталне становнике, већ на острво долази војно особље Краљевине Норвешке који раде на одржавању радио-станице. Име је добило по Холандском капетану Јан Јакобсон Мају, а од 1994. године се налази под администрацијом Осла.
Током Другог светског рата није био окупиран и остао је познат по називу „ Слободна Норвешка”.